# Александровские казармы (Москва)
Алекса́ндровские каза́рмы (также Серпуховские казармы, Чернышёвские казармы, военный городок № 645, Чернышевский военный городок) — казармы в Москве по адресу Подольское шоссе, дом № 8/4.

## История
Казармы возведены в 1859 году.
С 1892 года в здании размещались 5-й гренадерский Киевский полк и 6-й гренадерский Таврический полк.
С 5 ноября 1892 года по 1917 год на втором этаже размещалась церковь Петра и Павла для 5-го гренадерского Киевского полка.
С 1892 года до 1917 года — церковь Троицы Живоначальной для 6-го гренадерского Таврического полка.
После начала Первой мировой войны помещение занимали 55-й пехотный запасный батальон, летом 1916 года развёрнутый в полк, а также 2-я, 3-я и 4-я Московские школы прапорщиков. В октябре 1917-го отряд юнкеров 3-й Московской Школы Прапорщиков во главе с её начальником – полковником гвардии, старшим скаутом России Олегом Николаевичем Пантюховым – участвовал во взятии Кремля и обороне его от красногвардейцев. 55-й пехотный запасной полк принимал участие в Октябрьской революции.
В 1917 году переименованы в Серпуховские казармы.
В 1925 году переименованы в Чернышёвские казармы в честь Прокопия Чернышёва — солдата-красноармейца, который погиб при пожаре на пороховых складах в Коломне 28 июня 1922 года, но не покинул свой пост.
В этом здании снимали фильм «Солдат Иван Бровкин».
4 октября 1969 года на стенах казармы повешена мемориальная доска в честь Прокопия Чернышёва.
1-я отдельная ордена Красной Звезды бригада охраны ЦА МО и ГШ ВС СССР находилась в здании до 2009 года. Затем она была расформирована.
В 1990-х годах южная часть помещения отдана РУДН и Банку Москвы, а север — оставлен военным.
С 1999 года по 2002 год казармы перестроены.
4 октября 2003 года в военном городке открыта Аллея Славы, где установлены бюсты некоторых Героев Советского Союза.
В 2013 году компания АО «ПромСпецСтрой Групп» провела в казармах капитальный ремонт.
С 2014 года северный корпус казарм, ближний к дому офицеров, используется под расположение 1-го отдельного стрелкового Семёновского полка.